# Lisovi, Zolociv
Lisovi (în ucraineană Лісові) este un sat în comuna Holohorî din raionul Zolociv, regiunea Liov, Ucraina.

## Demografie
Componența lingvistică a localității Lisovi
     Ucraineană (100%)
Conform recensământului din 2001, toată populația localității Lisovi era vorbitoare de ucraineană (100%).